# Stick It
Pour plus de détails, voir Fiche technique et Distribution.
Stick It, ou Tomber... Pile au Québec, est un film germano-américain de Jessica Bendinger sorti en 2006.

## Synopsis
Après un problème avec la justice de son pays, Haley Graham, une adolescente américaine de 17 ans, rebelle et ancienne gymnaste, est forcée de s'inscrire aux programmes de Burt Vickerman, des cours de gymnastique où elle retrouve beaucoup d'ennemies qu'elle s'était faites lorsqu'elle avait abandonné son équipe aux championnats du monde quelques années auparavant. Mais Haley va montrer qu'elle peut aller au bout des choses.

## Fiche technique
- Titre original : Stick It
- Titre québécois : Tomber... Pile
- Réalisation : Jessica Bendinger
- Scénario : Jessica Bendinger
- Musique : Mike Simpson, Missy Elliott
- Photographie : Daryn Okada
- Montage : Troy Takaki
- Décors : Bruce Curtis
- Costumes : Carol Ramsey
- Production : Gail Lyon
- Sociétés de production : Touchstone Pictures, Spyglass Entertainment, Kaltenbach Pictures
- Pays d'origine :  États-Unis et  Allemagne (coproduction)
- Langue originale : anglais
- Format : couleurs - 35 mm - 1,85:1 - SDDS / Dolby Digital / DTS
- Durée : 105 minutes
- Dates de tournage : 13 juin au 22 août 2005
- Lieux de tournage : Los Angeles et Santa Clarita (Californie)
- Dates de sortie :
  - Canada : 21 avril 2006
  - États-Unis : 28 avril 2006
  - Allemagne : 13 juillet 2006
  - France : 10 janvier 2007

## Distribution
- Jeff Bridges (VF : Jacques Frantz ; VQ : Hubert Gagnon) : Burt Vickerman
- Missy Peregrym (VF : Dorothée Pousséo ; VQ : Kim Jalabert) : Haley Graham
- Vanessa Lengies (VF : Edwige Lemoine ; VQ : Stéfanie Dolan) : Joanne
- Nikki SooHoo : Wei Wei Yong
- Maddy Curley (VF : Natacha Muller) : Mina Hoyt
- Kellan Lutz (VQ : Frédéric Millaire-Zouvi) : Frank
- John Patrick Amedori (VQ : Émile Mailhiot) : Poot
- Mio Dzakula : Ivan
- Svetlana Efremova (VQ : Viviane Pacal) : Dorrie
- Jon Gries (VQ : Jacques Lavallée) : Brice Graham
- Gia Carides (VF : Martine Irzenski ; VQ : Christine Séguin) : Alice Graham
- Tarah Paige (VQ : Claudia-Laurie Corbeil) : Tricia Skilken
- John Balma : le juge
- Annie Corley : l'officier Ferguson

 Source et légende : version française (VF) sur RS Doublage

## Autour du film

### Partenariat avec Gymnova
Le film a fait l'objet d'un important partenariat avec l'équipementier français Gymnova. Lors de la WOGA Classic 2005, première compétition américaine équipée par la marque, les responsables de Gymnova ont rencontré Jessica Bendinger et Gail Lyon. L'aspect visuel du design moderne et des couleurs rouge et beige ainsi que la simplicité et rapidité d'utilisation ont séduit l'équipe du film. Une salle spécialisée a entièrement été élaborée pour les besoins du film, en collaboration entre le chef décorateur et Gymnova (représenté sur place par Julien Thomas), nécessitant trois semaines construction et de mise en place (bâtiment compris) et mobilisant jusqu'à 60 techniciens jour et nuit. Le tournage dans la salle de gymnastique n'a ensuite duré que deux semaines en août 2005, à l'issue desquelles tout a été démonté.

### Participations de gymnastes
C'est la Française Isabelle Severino qui double Missy Peregrym pour les séquences de gymnastique. Elle fait aussi un bref caméo lors de la scène du banquet. D'autres gymnastes de l'élite font une apparition dans le film : Bart Conner (mari de Nadia Comaneci), Tim Daggett, Elfi Schlegel, Nastia Liukin, Carly Patterson (qui joue la fan qui demande un autographe à Haley et apparaît aussi sur la photo d'équipe que l'on voit au début du film dans la chambre de Haley), Belinda Archer, Mohini Bhardwaj, Lenika de Simone, Nadia Fairfax, Tania Gener, Magaly Hars, Stephanie Moorhouse, Melissa Munro, Aleea Newton, Allana Slater, Yun Yang...
D'autre part, Nadia Comăneci est citée dans les remerciements et Paul Ziert (associé et agent de Nadia Comaneci et Bart Conner) a été consultant sur le film.